# Gu Xiaobing
Dans ce nom chinois, le nom de famille, Gu, précède le nom personnel.
Gu Xiaobing est une joueuse d'échecs chinoise née le 12 juillet 1985 à Xinghua.
Au 1er janvier 2019, elle est la quinzième joueuse chinoise et la 145e joueuse mondiale avec un classement Elo de 2 219 points.

## Biographie et carrière
Gu Xiaobing obtint le titre de grand maître international féminin à 16 ans en 2001. Elle participa au Championnat du monde d'échecs féminin la même année et fut éliminée au premier tour par Cristina Adela Foisor après départages en parties rapides.
En septembre 2002, elle fut finaliste du championnat de Chine d'échecs remporté par Wang Pin.
En 2005, elle finit deuxième du Championnat du monde d'échecs junior derrière l'Allemande Elisabeth Pähtz.
En 2011, elle se qualifia une deuxième fois (après 2001) pour le Championnat du monde féminin de 2012 à Khanty-Mansiïsk où elle fut éliminée au premier tour par Valentina Gounina.